# کوشک (قزوین)
کوشک (قزوین)، روستایی از توابع بخش رودبارالموت شهرستان قزوین در استان قزوین ایران است. تات‌ها ساکنان روستای کوشک هستند و به زبان تاتی تکلم می‌کنند.

## جمعیت
این روستا در روستای معلم کلایه قرار دارد و براساس سرشماری مرکز آمار ایران در سال ۱۳۸۵، جمعیت آن ۵۰۰نفر (۲۰۵خانوار) بوده‌است.